# محاصره معبر یعقوب
محاصره معبر یعقوب (انگلیسی: Siege of Jacob's Ford)، نبردی است در سال ۱۱۷۹ بین صلاح‌الدین ایوبی و بالدوین چهارم، پادشاه اورشلیم که با پیروزی ایوبیان همراه بود.